# أنطوان جيروم بالارد
أنطوان جيروم بالارد (بالفرنسية: Antoine Jérôme Balard)‏ هو كيميائي فرنسي عاش في القرن التاسع عشر في الفترة ما بين سنتي 1802 و1876. ينسب إلى بالارد اكتشاف عنصر البروم مناصفة مع الكيميائي الألماني كارل ياكوب لوفيغ.
ولد بالارد في مدينة مونبلييه؛ وأكمل دراسته فيها. في سنة 1826 أعلن بالارد اكتشاف عنصر البروم من تجاربه على عينات مجموعة من مياه البحر. أفاد هذا الاكتشاف بالارد في نشر صيته، مما مكنه من خلافة لوي جاك تينار في استلام كرسي الكيمياء في كلية العلوم في باريس؛ حيث كان لويس باستور أحد طلابه.